# Portrait d'Agrippine l'Ainée
La statue d'Agrippine l'Aînée est une sculpture romaine découverte à Rome.

## Description
Ce portrait en marbre découvert à Rome sur le Mont Palatin était inséré dans une statue. Il représente Agrippine l'Aînée  (vers 14 av. J.-C. - 33 apr. J.-C.) qui était la petite fille de l'empereur Auguste et l'épouse de Germanicus. 
On éleva des portraits à Agrippine pendant trois périodes : lors de son mariage, qui fait d'elle la mère probable d'un futur empereur ; lors de l'accession au pouvoir de son fils Caligula ; et lors du mariage de sa fille Agrippine la Jeune avec l'empereur Claude. 